# Chelaprora dichroa
Chelaprora dichroa là một loài bướm đêm trong họ Noctuidae.